# Берри, Джонатан, 5-й виконт Кэмроуз
Джонатан Уильям Берри, 5-й виконт Кэмроуз (англ. Jonathan William Berry, 5th Viscount Camrose; род. 26 февраля 1970) — британский потомственный пэр и политик-консерватор.

## Ранняя жизнь и образование
Родился 26 февраля 1970 года. Единственный сын Эдриана Берри, 4-го виконта Кэмроуза (1937—2016), и его жены Марины Беатрисы Сульцбергер. Правнук газетного издателя Уильяма Берри, 1-го виконта Кэмроуза.
Он учился в Даремском университете, получив степень бакалавра искусств по французскому и немецкому языкам в 1993 году, и степень магистра делового администрирования в Университете Карнеги-Меллона. С 2008 по 2009 год он был руководителем отдела управления изменениями в BP, а в 2010 году основал Camrose Communications Ltd.
19 апреля 2016 года после смерти своего отца Джонатан Берри унаследовал титулы 5-го виконта Кэмроуза из Хаквуд-Парка в графстве Саутгемптон, 5-го барона Кэмроуза из Лонг-Кросса в графстве Суррей и 5-го баронета Берри.

## Карьера в парламенте
На дополнительных выборах в марте 2022 года виконт Кэмроуз был избран на замену лорда Ротервика в Палате лордов после его отставки в феврале 2022 года. Он произнес свою первую речь 27 июня 2022 года.
В марте 2023 года премьер-министр Риши Сунак назначил виконта Кэмроуза парламентским заместителем государственного секретаря в Департаменте науки, инноваций и технологий, где он является министром по вопросам искусственного интеллекта и интеллектуальной собственности. Виконт Кэмроуз стал вторым наследственным пэром, назначенным на министерскую должность Сунаком.

## Брак и дети
14 декабря 1996 года Джонатан Кэмроуз женился на Орели Молин, дочери Жана-Пьера Молена. У супругов было четверо детей:
- Достопочтенная Оливия Грейс Берри (род. 14 мая 1998)
- Достопочтенный Хьюго Уильям Берри (род. 2000), старший сын и наследник титула.
- Достопочтенная Шарлотта Джулия Берри (род. 2001)
- Достопочтенный Тобиас Фурно Берри (род. 2003).